# Калинин, Фёдор Иванович
Фёдор Иванович Калинин (1882—1920) — русский советский литературный критик, общественный деятель.

## Биография
Родился 2 (14) февраля 1882 года (1883, по некоторым источникам), в деревне Шиклове в промышленном районе Владимирской губернии.
Начал работать с 12 лет. Был столяром, наборщиком, работал ткачом, как и его отец, на фабрике в Струнино. Помимо работы стал знакомиться с русской художественной литературой и критикой, затем перешёл к политической литературе. Уволен с фабрики, переехал в Ярославль, где вступил в студенческо-рабочий кружок самообразования. Участники кружка готовили покушение на ярославского губернатора, но полиция раскрыла заговор.
Фёдор Калинин провёл больше года в заключении, после чего в 1902 году был сослан в Архангельскую губернию. Вернулся из ссылки в 1904, устроился на работу сновальщиком на фабрику С. Баранова в Александрове. После событий «кровавого воскресенья» Фёдор активно включился в рабочее движение. На фоне событий Первой русской революции произошло восстание рабочих в Александрове, 9 декабря 1905 года власть в городе и уезде перешла к Совету рабочих депутатов, который фактически возглавлял Ф. И. Калинин, возникла так называемая Александровская республика. Через 4 дня восстание было подавлено, Фёдор Калинин был арестован. Получил (по разным источникам) 2 года и 2 месяца тюремного заключения или 3 года арестантских рот.
После освобождения эмигрировал. Учился в Каприйской школе, где встретился с А. А. Богдановым и А. В. Луначарским, вместе с ними создал Группу «Вперёд». Он писал о философии с подходом, адаптированным Богдановым в «Философии жизненного опыта», опубликованной в 1913 году.
Калинин был секретарем кружка пролетарской литературы, созданного русскими социал-демократами в Париже в 1913 году.
Он был избран в Центральный комитет Пролеткульта в октябре 1917 года. После постановления большевиков от 9/22 ноября 1917 года был создан Народный комиссариат по образованию (Наркомпрос) с отделом помощи независимым классовым организациям образования. Калинин был главой этого отдела, при условии, что Пролеткульт будет непосредственно избран председателем и ещё двумя членами коллегии Департамента. Он был одним из редакторов «Пролетарской культуры» с П. И. Лебедевым-Полянским.
Написал «Пролетариат и творчество».
Наиболее важной в дореволюционный период является его статья «Тип рабочего в литературе» (Новый журнал для всех. 1912. № 9), в которой он выступил с критикой статьи Г. В. Плеханова «К психологии рабочего движения» (1907), указав, что «идея рабочей солидарности», так восхитившая критика, есть не что иное, как проявление «фанатического мистицизма» и «солидарности сектантского типа», характерных для замкнутых управляемых сообществ. И это не имеет ничего общего с подлинной нравственной ориентацией пролетариев.
Скончался от тяжёлой болезни 5 февраля 1920 года. Похоронен на Новодевичьем кладбище.
В 1922 году фабрика С. Баранова в Александрове была названа именем Ф. Калинина. Тогда же у проходной фабрики был установлен его бюст. Позднее в Александрове его именем была названа улица.